# ريب تورن
ريب تورن (بالإنجليزية: Rip Torn)‏ (و. 1931  م) هو ممثل، ومخرج أفلام، وممثل تلفزي، وممثل مسرحي، وممثل أفلام، ومؤدي أصوات، من الولايات المتحدة، ولد في تمبل، هو عضوٌ في الحزب الجمهوري.

## التعليم
تعلم في جامعة تكساس إيه اند إم، وجامعة تكساس في أوستن.

## جوائز وترشيحات
حصل على جوائز منها:
- جائزة المسرح العالمي (1959).[7]

ترشح لـ:
- جائزة الأوسكار لأفضل ممثل مساعد، عن عمل: كروس كريك [الإنجليزية]‏ (1983)
- جائزة توني لأفضل ممثل في مسرحية  [لغات أخرى]‏ (1960).

## وصلات خارجية
- ريب تورن على موقع IMDb (الإنجليزية)
- ريب تورن على موقع روتن توميتوز (الإنجليزية)
- ريب تورن على موقع قاعدة بيانات الأفلام العربية
- ريب تورن على موقع ألو سيني (الفرنسية)
- ريب تورن على موقع أول موفي (الإنجليزية)
- ريب تورن على موقع قاعدة بيانات برودواي على الإنترنت (الإنجليزية)
- ريب تورن على موقع قاعدة بيانات برودواي على الإنترنت (الإنجليزية)
- ريب تورن على موقع قاعدة بيانات الأفلام السويدية (السويدية)
- ريب تورن على موقع إن إن دي بي (الإنجليزية)
- ريب تورن على موقع قاعدة بيانات الفيلم (الإنجليزية)